# Ameerega silverstonei
Ameerega silverstonei es una especie de anfibio anuro de la familia Dendrobatidae.

## Distribución geográfica
Esta especie es endémica de la región Huánuco del Perú. Habita a 1330 m de altitud en la cordillera Azul.

## Etimología
Esta especie lleva el nombre en honor a Philip Arthur Silverstone-Sopkin.

## Publicación original
- Myers & Daly, 1979 : A name for the poison frog of the Cordillera Azul, eastern Peru, with notes on its biology and skin toxins (Dendrobatidae). American Museum Novitates, n.º 2674, p. 1-24[5]